# Anolis apollinaris
Anolis apollinaris este o specie de șopârle din genul Anolis, familia Polychrotidae, descrisă de Boulenger 1919. Conform Catalogue of Life specia Anolis apollinaris nu are subspecii cunoscute.